# 圣蒙
圣蒙（法語：Saint-Mont，法語發音：[sɛ̃ mɔ̃]）是法国热尔省的一个市镇，属于米朗德区。

## 地理
圣蒙（43°39'5"N, 0°9'1"W）面积12.59 平方千米，位于法国奧克西塔尼大區热尔省，该省份为法国西南部内陆省份，北起顺时针与洛特-加龙省、塔恩-加龙省、上加龙省、上比利牛斯省、大西洋比利牛斯省和朗德省接壤。
与圣蒙接壤的市镇（或旧市镇、城区）包括：科尔内扬、拉巴尔泰特、圣热尔梅、塔尔萨克、维耶拉、里斯克勒。

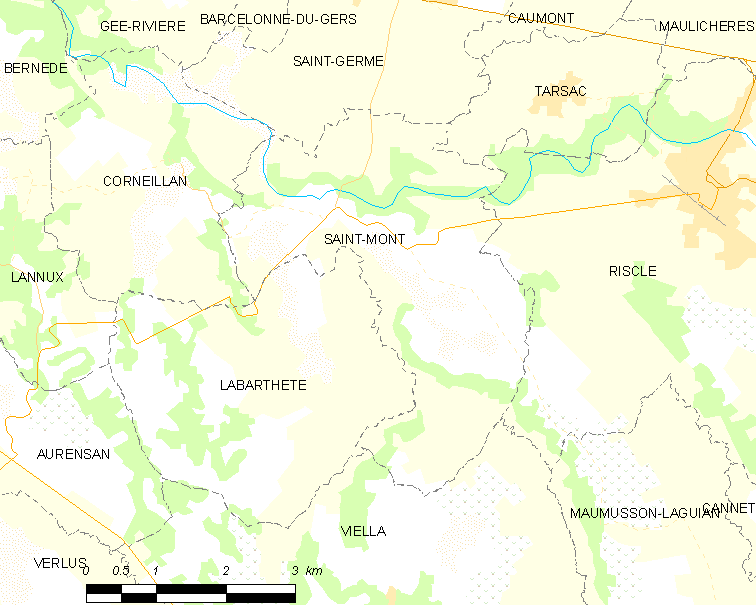
圣蒙的OSM定位图

圣蒙的时区为UTC+01:00、UTC+02:00（夏令时）。

## 行政
圣蒙的邮政编码为32400，INSEE市镇编码为32398。

## 政治
圣蒙所属的省级选区为热尔阿杜尔县。

## 人口

1962-2008年间圣蒙人口变化图示

圣蒙于2022年1月1日时的人口数量为313人。